# 佩尼亚布兰卡 (洛斯桑托斯省)
佩尼亚布兰卡是巴拿马洛斯桑托斯省拉斯塔布斯区的一个城市，2010年是人口为875。 该市2000年时人口为582，1990年时人口为750。